# مات ريد (تنس)
مات ريد (بالإنجليزية: Matt Reid)‏ مواليد 17 يوليو 1990 في سيدني، هو لاعب كرة مضرب أسترالي بدأ مسيرته كمحترف سنة 2007 يلعب باليد اليمنى ويحتل حالياً المرتبة رقم.316 (1 فبراير 2016) في تصنيف رابطة محترفي كرة المضرب. أعلى تصنيف له في الفردي كان 183. أعلى تصنيف له في الزوجي كان 115.

## روابط خارجية
- مات ريد على موقع رابطة محترفي التنس (الإنجليزية)
- مات ريد على موقع الاتحاد الدولي لكرة المضرب (الإنجليزية)
- مات ريد على موقع اتحاد التنس الأسترالي (الإنجليزية)
- مات ريد على موقع خلاصة التنس.كوم (الإنجليزية)
- مات ريد على موقع إي إس بي إن.كوم (الإنجليزية)